# وفاة علي عبد الهادي مشيمع
علي عبد الهادي مشيمع (26 أغسطس 1989 - 14 فبراير 2011) شاب بحريني توفي في المستشفى في صباح الإثنين 14 فبراير 2011 بعد أن ورد إصابته في ظهرة بطلقات الشوزن أطلقت عليه من مسافة قصيرة من قوات الأمن البحرينية خلال الاحتجاجات البحرينية 2011. وفقاً لنبيل رجب، رئيس مركز البحرين لحقوق الإنسان، علي عبد الهادي مشيمع كان يحتج من أجل حقوق الإنسان في قرية الديه، بالقرب من المنامة، قبل أن يتم إطلاق النار عليه بعدها بساعات. وقال وزير الداخلية بأنه سيتم إجراء تحقيق في القضية لتحديد الأسباب التي أدت إلى استخدام السلاح. وأكد أن إذا ما أثبت التحقيق أن سبب استخدام السلاح لم يكن قانونياً، سيتم إتخاذ الإجرائات القانونية لإحالة الشخص المتسبب في الحادث إلى المحكمة الجنائية. ملك البحرين حمد بن عيسى آل خليفة أعلن في خطاب تلفزيوني نادر أنه سيتم التحقيق في مقتل علي عبد الهادي مشيمع وفاضل المتروك.

## خلفية
كجزء من سلسلة الاحتجاجات التي حدثت في الوطن العربي، قامت في البحرين ثورة خرج فيها مجموعة من المواطنين إلى الشوارع مطالبين بمجلس نواب منتخب ورئيس وزراء منتخب ارتفع سقفها للمطالبة برحيل النظام بعد سقوط قتلى. أعلنت قناة الجزيرة عن وجود احتجاجات مقررة في 14 فبراير، بعد بضع أشهر فقط من الانتخابات البرلمانية 2010 المثيرة للجدل.
في 14 فبراير، تجمع المواطنين عند دوار اللؤلؤة وقمعت الشرطة المتضاهرين باستخدام الشوزن والغازات السامة. راح ضحية هذا الهجوم الشهيد علي مشيمع

## سيرة قصيرة
علي هو الابن البكر لوالديه ولديه أخت تصغره ثم أخ. عمه محمد أوضح أن علي يقطن مع عائلته في بيت الجد منذ الثمانينيات، كان علي يعمل لدى مقاول بمهنة لحام ليساعد عائلته مالياً.

### الاعتقال السابق
علي عبد الهادي مشيمع أعتقل لمدة 20 يوماً عندما كان بسن 16. وأعتقل مرة أخرى لمدة 4 أشهر في 2009 لما يعرف في البحرين بـ«قضية الحجيرة»، حاول تفجير ممشى النادي البحري بالمنامة.

## المقتل
في 14 فبراير الذي سمي بـ«يوم الغضب»، أشيع أنه شارك في احتجاجات في الديه، غرب العاصمة المنامة. بعد أن استخدمت قوات الأمن الغاز المسيل للدموع لتفريق المتظاهرين، مشيمع عاد لمنزله في الديه حيث تناول عشائه الأخير مع عائلته.
الوسط صحيفة مستقلة محلية أدلت مقابلات مع أفراد من عائلة مشيمع الذين هم الشهود الرئيسيين على مقتله. عمة مشيمع التي تقطن في البيت نفسه قالت أن مشيمع غادر البيت في الساعة 7:30 مساءً بعد أن تناول عشائه. وقالت: «بعد خروج علي من البيت، خرجت وراءه لأستطلع الأمر، وفوجئت به يعود إلى المنزل على رغم أنه خرج منه للتو، وكانت مشيته غير طبيعية قبل أن يسقط في الممر الذي يؤدي إلى البيت، وكنت أناديه بعد أن فوجئت بسقوطه، إذ لم يكن يخطر ببالي أنه تعرض لطلقات، وحاول معاودة المشي مرة أخرى، وفور وصوله إلى البيت سقط والدم ينزف من كل جسمه». وتابعت «في الطريق إلى المستشفى، شعرنا بتوقف نبضات قلبه قبل وصولنا إلى المستشفى بدقائق».
أم علي قالت: «عاجلت طلقات الشوزن من عناصر مكافحة الشغب ابني فور خروجه من المنزل بعد أن تناول وجبة العشاء مع والده، وبعد خروجه من المنزل سمع والده صوت طلقات نارية، وقبل أن يخرج ليستطلع مصدر الصوت، فوجئ بالقتيل يفتح باب المنزل ويخر ساجداً على الأرض، ويتقيأ ما في جعبته دماً على الأرض». وقالت أيضاً: «نقله والده وعمته واثنان من أبناء عمه إلى المستشفى، إلا أن نبض قلبه توقف في الطريق إلى المستشفى».
محمد عم علي قال أن علي خرج من المنزل بعد أن سمع صوت ذهب ليتأكد منه، وأن منزلهم يثع في زقاق ضيق وعند وصوله إلى منطقة انتهاء ذلك الزقاق تعرض لطلق شوزن مباشر ومن قريب.
وفاة مشيمع أعلنت بعد ساعة من وصوله إلى مجمع السلمانية الطبي. طلقات الشوزن اخترقت جسد مشيمع لتصل إلى قلبه ورئته وسببت نزيف حاد مما أدى إلى وفاته.

## التداعيات
الشيخ راشد بن عبد الله آل خليفة، وزير الداخلية، «قدم تعازيه ومواساته العميقة لعائلة علي عبد الهادي مشيمع يوم الاثنين»، وفقاً لبيان على موقع وزارة الداخلية. الوزير وقال الوزير أنه سيتم التحقيق في القضية لتحديد الأسباب التي أدت إلى استخدام السلاح. «وأكد أن إذا ما أثبت التحقيق أن سبب استخدام السلاح لم يكن قانونياً، سيتم إتخاذ الإجرائات القانونية لإحالة الشخص المتسبب في الحادث إلى الحكمة الجنائية.»، قراءة البيان.
في خطاب تلفزيوني نادر في 15 فبراير، أعرب الملك حمد عن أسفه للوفيات الأخيرة وأعلن عن تحقيق وزاري. وأعرب عن أسفه إزاء مقتل علي مشيمع وفاضل المتروك حيث قال «للأسف كانت هناك حالتا وفاة. أود أن أعرب عن تعازي العميقة لأسرهم،» وأضاف «ينبغي أن يعلم الجميع أنني عينت نائب رئيس الوزراء جواد العريض لتشكيل لجنة خاصة لمعرفة الأسباب التي أدت إلى مثل هذه الأحداث المؤسفة وحتى 23 أبريل 2012 .»
المتحدث باسم وزارة الداخلية طارق الحسن قال في مقابلة تلفزيوني في 15 فبراير أن مشيمع توفي في حادث منفصل وليس أثناء مشاركته في الاحتجاج.
أم علي قالت «بعد استشهاد ابني بأيام، زارنا أحد المسئولين الرسميين الذي قدم لنا شيكاً نقدياً، وهو أمر لم نقبل به، وإنما نطالب بالقصاص ممن تسبب بموت ابني».

### التشييع والاحتجاج
في 14 فبراير، بعد إعلان مقتل مشيمع، تجمع حشد كبير من المواطنين في مجمع السلمانية الطبي. وبدأوا التحرك في مسيرة احتجاجية متجه تحو دوار الؤلؤة في العاصمة المنامة في وقت متأخر من ليل، وتوجّهت قوات الأمن لصدهم من التحرك، ونتج عن ذلك سقوط عدد من الجرحى و.
لم تتسلم عائلة المشميع جثمان ابنها حتى ساعة متأخرة بعد منتصف ليل، بانتظار الطبيب الشرعي وتقرير النيابة العامة.
في 15 فبراير، نُظمت مسيرة تشييع لأخذ جثمان علي مشيمع من مجمع السلمانية الطبي إلى المقبرة في الديه لدفنه. ووفقاً لشاهد عيان، أكثر من 2,000 شخصاً تجمعوا عند بوابة مستشفى السلمانية للمشاركة في التشييع، عندما إستخدمة شرطة مكافحة الشغب الغاز المسيل للدمون وطلقات الشوزن لتفريق الحشد. شخص واحد وهو فاظل المتروك أصيب بطلقات الشوزن، وتوفي لاحقاً في المستشفى. وذكر شهود عيان إصابة 25 شخص على الأقل بالرصاص المطاطي وطلقات الوزن والغاز المسيل للدموع على أيدي قوات الأمن.
ما يقدر بـ10,000 شخص شاركوا في تشييع على مشيمع مروا في شوارع جد حفص والديه، غرب المنامة. المشيعين رفعوا أعلام البحرين وأعلام سوداء.
في 18 فبراير، بعد ثلاثة أيام على مقتل مشيمع، أقيم ختام مجلس العزاء في الدية. آلاف المعزين حملوا أعلام البحرين والأعلام السوداء وشاركوا في مسيرة العزاء التي إنظلقت من مأتم الدية إلى مقبرة جدحفص حيث دفن مشيمع. وردد المعزون هتافات «بالروح وبالدم نفديك يا شهيد»، «بالروح بالدم نفديك يا بحرين».
في ختام مراسيم غزاء علي مشيمع، إتجه المعزين نحو دوار الؤلؤة، ومع اقترابهم من موقع وقوف سيارات المطافئ قريباً من دوار اللؤلؤة، وهم يهتفون «سلمية سلمية»، وبحسب الشهود، فإن المسافة الفاصلة بين الجهتين لم تزد عن 100 متر، حيث قامت قوات من الجيش بإطلاق النار عليهم، ما أدى إلى وقوع عدد من الإصابات بين المواطنين المتواجدين هناك. ذكر عدد من المواطنين كانوا موجودين في مجمع السلمانية الطبي أنهم شاهدوا ما لا يقل عن 40 مصاباً تم نقلهم بعد الحادث، من بينهم عبد الرضا بوحميد الذي قتل تنيجة لتعرضة لطلقة رصاص حي في رأسه.

## ردود الفعل المحلية والدولية
- الوفاق، أكبر الأحزاب المعارضة في البلاد علقت مشاركتها في البرلمان وهددت بالاستقالة، احتجاجا على الممارسات الوحشية لقوات الأمن، وفقاً للنائب الوفاقي مطر مطر (حالياً نائب سابق).[20]
- قال المتحدث باسم وزارة الخارجية الأمريكية فيليب ج. كراولي، «الولايات المتحدة الأمريكية تشعر بقلق بسبب أعمال العنف الأخيرة التي أحاطت الاحتجاجات في البحرين،». المتحدث الرسمي قال أن الولايات المتحدة تلقت تأكيد بأن إثنين من المحتجين في البحرين – مقر الأسطول الخامس الأمريكي – قد قتلوا، وحث البحرين علي تنفيث وعودها بالتحقيق بسرعة. كراولي قال «الولايات المتحدة ترحب ببيان حكومة البحرين بأنها ستحقق في هذه الوفيات، وأنها ستتخذ إجراءات قانونية ضد أي استخدام غير مبرر للقوة من قبل قوات الأمن البحرينية».[16]
- في مايو 2011، أقدمت الأمانة العامة لمجلس النواب البحريني على فصل أحد موظفيها من العمل، لمشاركته في «مسيرة تشييع علي مشيمع، ومسيرة الحداد، والمشاركة في الدوار».[21]